# Claudia Porwik
Claudia Porwik (Coburg, 14 november 1968) is een voormalig tennisspeelster uit Duitsland. Porwik was actief in het proftennis van 1984 tot en met 1997.

## Loopbaan

### Enkelspel
Porwik debuteerde in 1984 op het ITF-toernooi van Berlijn (Duitsland). Zij stond in 1985 voor het eerst in een finale, op het ITF-toernooi van Telford (Engeland) – hier veroverde zij haar eerste titel, door de Nederlandse Nicole Jagerman te verslaan. In totaal won zij drie ITF-titels, de laatste in 1995 in Valladolid (Spanje).
In 1986 kwalificeerde Porwik zich voor het eerst voor een WTA-hoofdtoernooi, op het toernooi van Miami, dat eenmalig in Boca Raton werd gehouden. Zij stond in 1987 voor het eerst (en de enige keer) in een WTA-finale, op het toernooi van Taipei – zij verloor van de Australische Anne Minter. Haar mooiste overwinning behaalde zij op het Australian Open 1990, waar zij in de derde ronde de als tweede geplaatste Gabriela Sabatini (WTA-3) versloeg.
Haar beste resultaat op de grandslamtoernooien is het bereiken van de halve finale, op het Australian Open 1990. Haar hoogste notering op de WTA-ranglijst is de 29e plaats, die zij bereikte in april 1990.
Porwik speelde haar laatste partij in het beroepscircuit in augustus 1997, op het ITF-toernooi van Salt Lake City (VS) – zij moest tijdens haar tweederondepartij tegen Meilen Tu opgeven, en keerde niet meer terug bij het internationale tennis.

### Dubbelspel
Porwik behaalde in het dubbelspel betere resultaten dan in het enkelspel. Zij debuteerde in 1985 op het WTA-toernooi van Berlijn (German Open), samen met landgenote Silke Meier – zij bereikten er de tweede ronde. Later dat jaar won zij het ITF-toernooi van Rheda-Wiedenbrück (Duitsland), weer met Silke Meier aan haar zijde, door het Britse duo Belinda Borneo en Lorrayne Gracie te verslaan.
Porwik stond in 1988 voor het eerst in een WTA-finale, op het toernooi van Tarente, samen met landgenote Andrea Betzner – hier veroverde zij haar eerste titel, door het koppel Laura Garrone en Helen Kelesi te verslaan. In totaal won zij zes WTA-titels, de laatste in 1995 in Peking, samen met de Amerikaanse Linda Wild.
Haar beste resultaat op de grandslamtoernooien is het bereiken van de kwartfinale. Haar hoogste notering op de WTA-ranglijst is de 24e plaats, die zij bereikte in april 1994.
Porwik speelde haar laatste partij in juni 1997 op het ITF-toernooi van Marseille – ook nu weer samen met Silke Meier bereikte zij er de halve finale.

#### Gemengd dubbelspel
Porwik bereikte de kwartfinale op Wimbledon 1995, samen met de Nederlander Tom Nijssen.

### Tennis in teamverband
In de periode 1986–1995 maakte Porwik driemaal deel uit van het Duitse Fed Cup-team – zij behaalde daar een winst/verlies-balans van 3–2.

### Na de actieve loopbaan
Porwik opende eerst een tennisschool in Fürth, en kort daarop een in Neurenberg sinds april 2000 in samenwerking met sportvereniging TSV Altenfurt aldaar.

## Palmares
| Legenda                |
| ---------------------- |
| Grandslamtoernooi      |
| Olympische Spelen      |
| Year-End Championships |
| Tier I                 |
| Tier II                |
| Tier III               |
| Tier IV & V            |

### WTA-finaleplaatsen enkelspel
| nr.              | finale     | toernooi   | ondergrond | tegenstandster | score    |
| ---------------- | ---------- | ---------- | ---------- | -------------- | -------- |
| gewonnen finales |            |            |            |                |          |
| geen             |            |            |            |                |          |
| verloren finales |            |            |            |                |          |
| 1.               | 1987-04-26 | WTA Taipei | tapijt (i) | Anne Minter    | 4-6, 1-6 |

### WTA-finaleplaatsen vrouwendubbelspel
| nr.              | finale     | toernooi         | ondergrond    | partner                 | tegenstandsters                           | score         |
| ---------------- | ---------- | ---------------- | ------------- | ----------------------- | ----------------------------------------- | ------------- |
| gewonnen finales |            |                  |               |                         |                                           |               |
| 1.               | 1988-05-01 | WTA Tarente      | gravel        | Andrea Betzner          | Laura Garrone Helen Kelesi                | 6-1, 6-2      |
| 2.               | 1991-08-25 | WTA Schenectady  | hardcourt     | Rachel McQuillan        | Nicole Arendt Shannan McCarthy            | 6-2, 6-4      |
| 3.               | 1993-08-29 | WTA Schenectady  | hardcourt     | Rachel McQuillan        | Florencia Labat Barbara Rittner           | 4-6, 6-4, 6-2 |
| 4.               | 1993-10-17 | WTA Montpellier  | tapijt (i)    | Meredith McGrath        | Janette Husárová Dominique Monami         | 3-6, 6-2, 7-6 |
| 5.               | 1995-01-08 | WTA Jakarta      | hardcourt     | Irina Spîrlea           | Laurence Courtois Nancy Feber             | 6-2, 6-3      |
| 6.               | 1995-09-30 | WTA Peking       | hardcourt     | Linda Wild              | Stephanie Rottier Wang Shi-ting           | 6-1, 6-0      |
| verloren finales |            |                  |               |                         |                                           |               |
| 1.               | 1988-05-22 | WTA Genève       | gravel        | Maria Lindström         | Christiane Jolissaint Dianne Van Rensburg | 1-6, 3-6      |
| 2.               | 1989-11-05 | WTA Indianapolis | hardcourt (i) | Larisa Savtsjenko       | Katrina Adams Lori McNeil                 | 4-6, 4-6      |
| 3.               | 1992-02-09 | WTA Essen        | tapijt (i)    | Sabine Appelmans        | Katerina Maleeva Barbara Rittner          | 5-7, 3-6      |
| 4.               | 1992-02-16 | WTA Linz         | tapijt (i)    | Raffaella Reggi-Concato | Monique Kiene Miriam Oremans              | 4-6, 2-6      |

### Gewonnen ITF-toernooien enkelspel
| nr. | finale     | toernooi   | dotatie | ondergrond | tegenstandster in finale | score    |
| --- | ---------- | ---------- | ------- | ---------- | ------------------------ | -------- |
| 1.  | 1985-12-01 | Telford    | $10.000 | hardcourt  | Nicole Jagerman          | 6-3, 6-4 |
| 2.  | 1986-03-09 | Stockholm  | $10.000 | gravel     | Petra Tesařová           | 6-1, 6-0 |
| 3.  | 1995-07-30 | Valladolid | $50.000 | gravel     | María Sánchez Lorenzo    | 6-4, 6-2 |

### Gewonnen ITF-toernooien dubbelspel
| nr. | finale     | toernooi          | dotatie | ondergrond | partner     | tegenstandsters in finale      | score         |
| --- | ---------- | ----------------- | ------- | ---------- | ----------- | ------------------------------ | ------------- |
| 1.  | 1985-08-11 | Rheda-Wiedenbrück | $10.000 | gravel     | Silke Meier | Belinda Borneo Lorrayne Gracie | 4-6, 7-6, 6-1 |

## Resultaten grandslamtoernooien
| Legenda | Legenda                          |
| ------- | -------------------------------- |
| g.t.    | geen toernooi gehouden           |
| l.c.    | lagere categorie                 |
| –       | niet deelgenomen                 |
| G       | uitgeschakeld in de groepsfase   |
| 1R      | uitgeschakeld in de eerste ronde |
| 2R      | uitgeschakeld in de tweede ronde |
| 3R      | uitgeschakeld in de derde ronde  |
| 4R      | uitgeschakeld in de vierde ronde |
| KF      | uitgeschakeld in de kwartfinale  |
| HF      | uitgeschakeld in de halve finale |
| F       | de finale verloren               |
| W       | het toernooi gewonnen            |
| w-v     | winst/verlies-balans             |

### Enkelspel
| toernooi        | 1986 | 1987 | 1988 | 1989 | 1990 | 1991 | 1992 | 1993 |    | 1995 | 1996 | w-v |
| --------------- | ---- | ---- | ---- | ---- | ---- | ---- | ---- | ---- | -- | ---- | ---- | --- |
| Australian Open | g.t. | 1R   | KF   | 2R   | HF   | 2R   | 1R   | 3R   | –  | –    | 13-7 |     |
| Roland Garros   | 3R   | 2R   | 1R   | 2R   | –    | 1R   | 1R   | 1R   | –  | 1R   | 4-8  |     |
| Wimbledon       | –    | 1R   | 1R   | 2R   | 1R   | 1R   | 3R   | 2R   | 1R | 2R   | 5-9  |     |
| US Open         | 1R   | 1R   | 2R   | 1R   | 1R   | 1R   | 3R   | 1R   | –  | –    | 3-8  |     |

### Vrouwendubbelspel
| toernooi        | 1986 | 1987 | 1988 | 1989 | 1990 | 1991 | 1992 | 1993 |    | 1995 | 1996  | w-v |
| --------------- | ---- | ---- | ---- | ---- | ---- | ---- | ---- | ---- | -- | ---- | ----- | --- |
| Australian Open | g.t. | 2R   | 2R   | KF   | 1R   | 1R   | 3R   | 2R   | –  | 2R   | 9-8   |     |
| Roland Garros   | 1R   | 1R   | 3R   | 1R   | –    | –    | 3R   | 3R   | 1R | –    | 6-7   |     |
| Wimbledon       | 3R   | 1R   | KF   | 3R   | 2R   | 1R   | 1R   | 3R   | 1R | 1R   | 10-10 |     |
| US Open         | 1R   | 1R   | 2R   | 1R   | 2R   | 2R   | KF   | 3R   | 2R | –    | 9-9   |     |

### Gemengd dubbelspel
| Australian Open | –  | 1R | 2R | –  | –  | –  | –  | 1-1 |
| Roland Garros   | –  | –  | –  | 3R | –  | –  | –  | 2-1 |
| Wimbledon       | 3R | 1R | –  | 2R | 1R | KF | 2R | 7-6 |
| US Open         | –  | 1R | –  | –  | 1R | 1R | –  | 0-3 |